# Karel Kněz
Karel Kněz (16. ledna 1899 Nehodiv – 22. června 1942 mezi Habrovčí a Loukou) byl český vrchní četnický strážmistr ve Vrbatově Kostelci. Od roku 2019 nositel medaile Za hrdinství in memoriam.

## Životopis

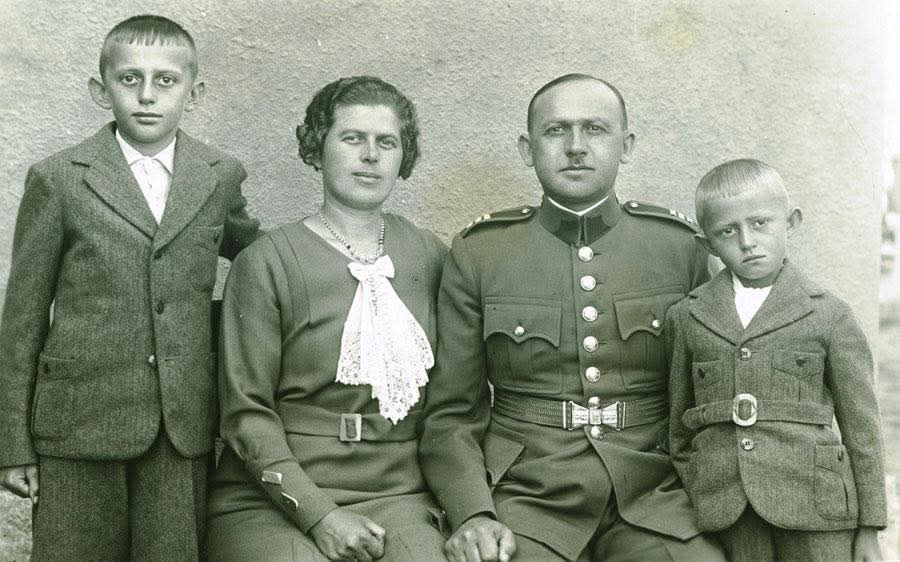
Karel Kněz s rodinou (zleva: syn Karel, manželka Anna, Karel Kněz, syn Jaroslav)

Vyučil se na obchodního příručího ve Vídni. Jako osmnáctiletý mladík narukoval do první světové války k pluku v Písku. V rámci Jihlavského pluku od roku 1917 bojoval na italské frontě. Po návratu z války vstoupil v roce 1919 do československého četnictva. Jeho prvním působištěm se v říjnu 1919 stal Vildštejn na Chebsku, kde poznal svoji budoucí manželku Annu rozenou Cislaghi, která byla německé národnosti a se kterou se v roce 1922 oženil. Od roku 1921 působil na četnické stanici v Chebu. Mezi roky 1922 až 1932 sloužil ve Starém Kynšperku v tehdejším chebském okrese, odkud přešel do Chomutova na četnickou stanici Chomutov I, kde jako zástupce velitele zůstal až do roku 1934. Dne 5. července 1934 byl přidělen do Vrbatova Kostelce nedaleko města Skuteč na Českomoravské vrchovině coby velitel zdejší četnické stanice.
Po okupaci českých zemí německými vojsky v březnu 1939 založil Karel Kněz se svými přáteli odbojovou skupinu nazvanou „Čenda“. Ta měla více než dvacet pět členů. Jejím úkolem bylo shromažďování a ukrývání zbraní, tiskovin a provádění další odbojové činnosti. Posléze se věnovala také předávání zpráv o přesunech okupačních vojsk spolu s údaji o společenském a hospodářském stavu na okupovaném území.
V noci z 28. na 29. prosince 1941 na území protektorátu spolu s dalšími skupinami seskočili i parašutisté skupiny Silver A. Jejich hlavním úkolem bylo prostřednictvím vysílačky Libuše navázat spojení exilové vlády v Londýně s domácím odbojem. V lednu 1942 došlo k setkání velitele této skupiny Alfréda Bartoše s vrchním strážmistrem Karlem Knězem. Karel Kněz této skupině pomáhal získávat zpravodajsky důležité informace. V Ležákách, které policejně patřily do Vrbatova Kostelce, také přechovávali radiotelegrafistu Jiřího Potůčka ze skupiny Silver A, kterému umožňovali z vysílačky Libuše zasílat depeše do Spojeného království. V době vysílání, což bylo mezi 22. a 5. hodinou ranní, střežil vrchní strážmistr Kněz spolu s dalšími četníky z Vrbatova Kostelce a dalšími spolupracovníky přístupovou cestu k místu vysílání v lomu Hluboká u Ležáků. Tím měl radiotelegrafista Potůček klid na vysílání. Vysílačka odtud zajišťovala spojení se zahraničním odbojem nejenom během jara roku 1942, ale i po atentátu na Reinharda Heydricha (27. května 1942).
Prvně byl Kněz gestapem zadržen a vyslýchán již během jara 1942. Tentokrát se ještě dostal na svobodu. Sedmnáctého června 1942 opustila Ležáky po varování vysílačka Libuše. O čtyři dny později, večer 21. června již Kněz věděl, že gestapo zatklo ležáckého mlynáře Jindřicha Švandu, k němuž Kněz chodíval na spiklenecké porady pod záminkou hraní mariáše. Odvezli proto s dalším odbojářem Čeňkem Burešem uschované zbraně a další materiál pryč. Poté se vrchní strážmistr Kněz tušící, že se smyčka stahuje vrátil domů, rozloučil se s manželkou Annou a pohledem i se spícími syny, starším Karlem a mladším Jaroslavem. Poté odešel do osady Habroveč u obce Louka, v níž bydlela rodina Doležalových, což byli jeho přátelé. Vylíčil jim, že se bude muset zastřelit, neboť by ho čekaly těžké výslechy na gestapu a tím, že se zastřelí, uchrání své spolupracovníky i svoji rodinu. Doležalovy ještě navíc požádal, aby se postarali o jeho manželku a dva syny. Následně odešel směrem k obci Louka. Unavený a vyčerpaný usedl na okraj cesty spojující Louku s Habrovčí. Výstřelem ze služební zbraně ukončil svůj život. Svojí smrtí nedokázal zachránit obyvatele osady Ležáky, ale zachránil mnoho jiných. Nedaleko místa, kde se zastřelil, je pomník a pietní místo připomínající jeho smrt a hrdinství.
Na hřbitově ve Vrbatově Kostelci se nachází rodinný hrob Knězových, ve kterém je pohřben spolu se svojí manželkou.

## Po válce
V roce 1945 mu byl in memoriam udělen Československý válečný kříž 1939.
Na památku vrchního strážmistra se v letech 2011 až 2023 pravidelně každoročně konal branný závod „Memoriál Karla Kněze“ určený žákům prvního a druhého stupně základní školy. V jeho průběhu si účastníci ověřovali nejenom své vědomosti týkající se druhé světové války, ale poměřovali se i ve fyzické zdatnosti.
Od roku 1989 pořádá Obecní úřad ve Vrbatově Kostelci pietní vzpomínku na Karla Kněze, která se v posledních letech koná v červnu (nejbližší pátek k výročí jeho úmrtí) u pomníku v blízkosti místa, kde ukončil svůj život. Pomník se nachází 500 m východně od obce Habroveč, u silnice do obce Louky. Na kamenném kvádru je deska s nápisem: "Vrchní strážmistr Karel Kněz z Vrbatova Kostelce zde tragicky ukončil svůj život v boji proti nacistickým zločincům. Čest jeho památce."
Dne 28. října 2019 mu český prezident Miloš Zeman in memoriam udělil medaili Za hrdinství.
V areálu památníku Ležáky připomíná Karla Kněze pomník, jeho jméno je uvedeno také v knize obětí.

Jméno Karla Kněze je uvedeno na pomníku na přidané desce na pomníku obětem válek ve Vrbatově Kostelci: "Karel Kněz, vrch. stráž. a velitel četnické stanice ve Vrbatově Kostelci zemřel za vlast 22. 6. 1942 ve věku 43 let".

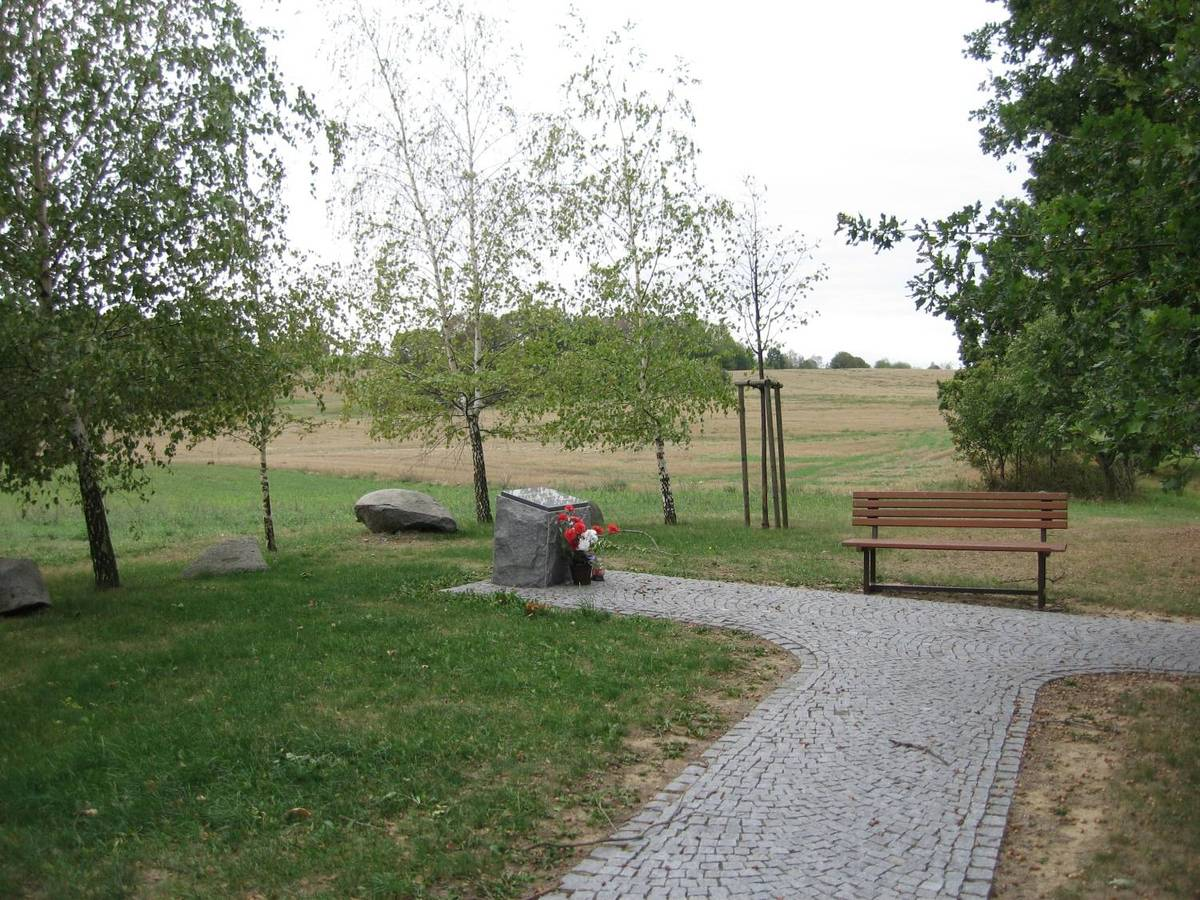
Místo, kde Karel Kněz ukončil svůj život
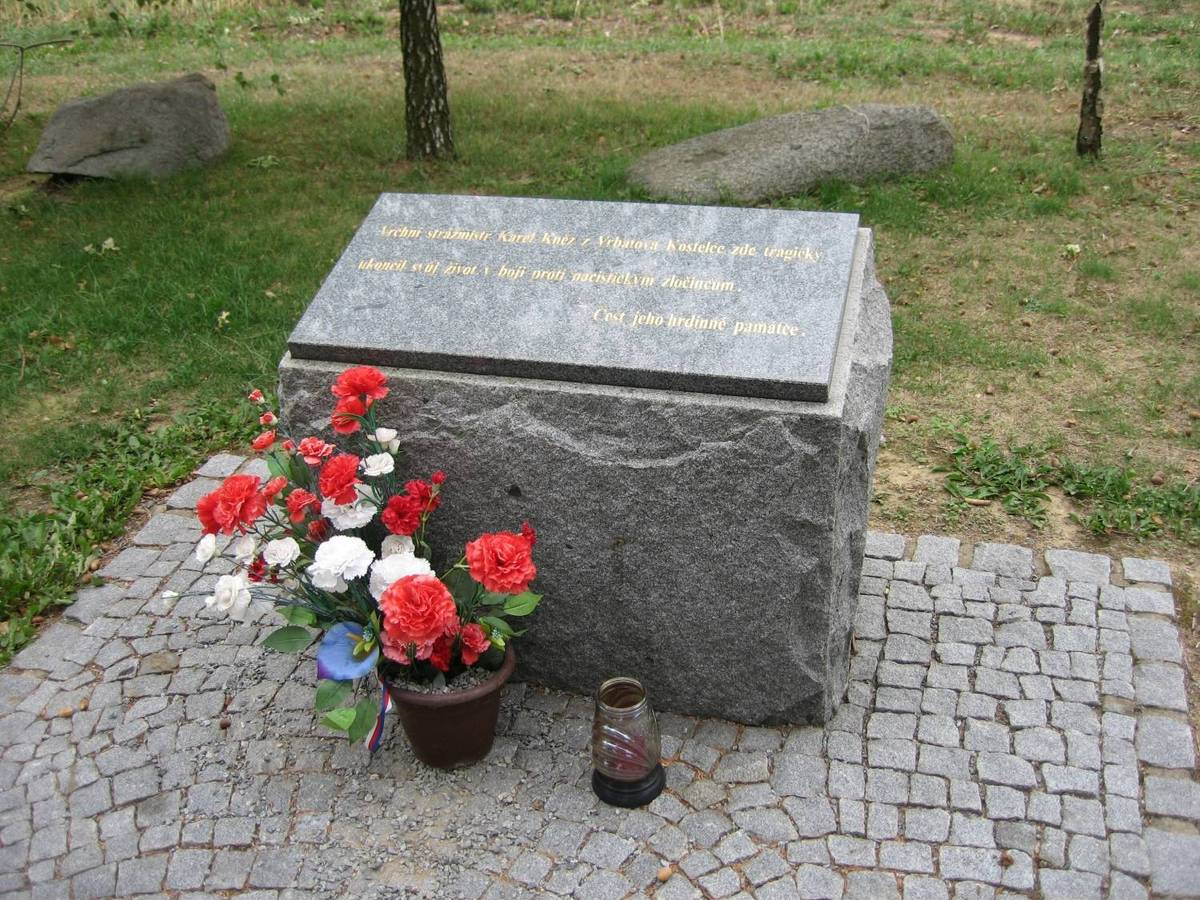
Pomník Karla Kněze v místě, kde ukončil svůj život
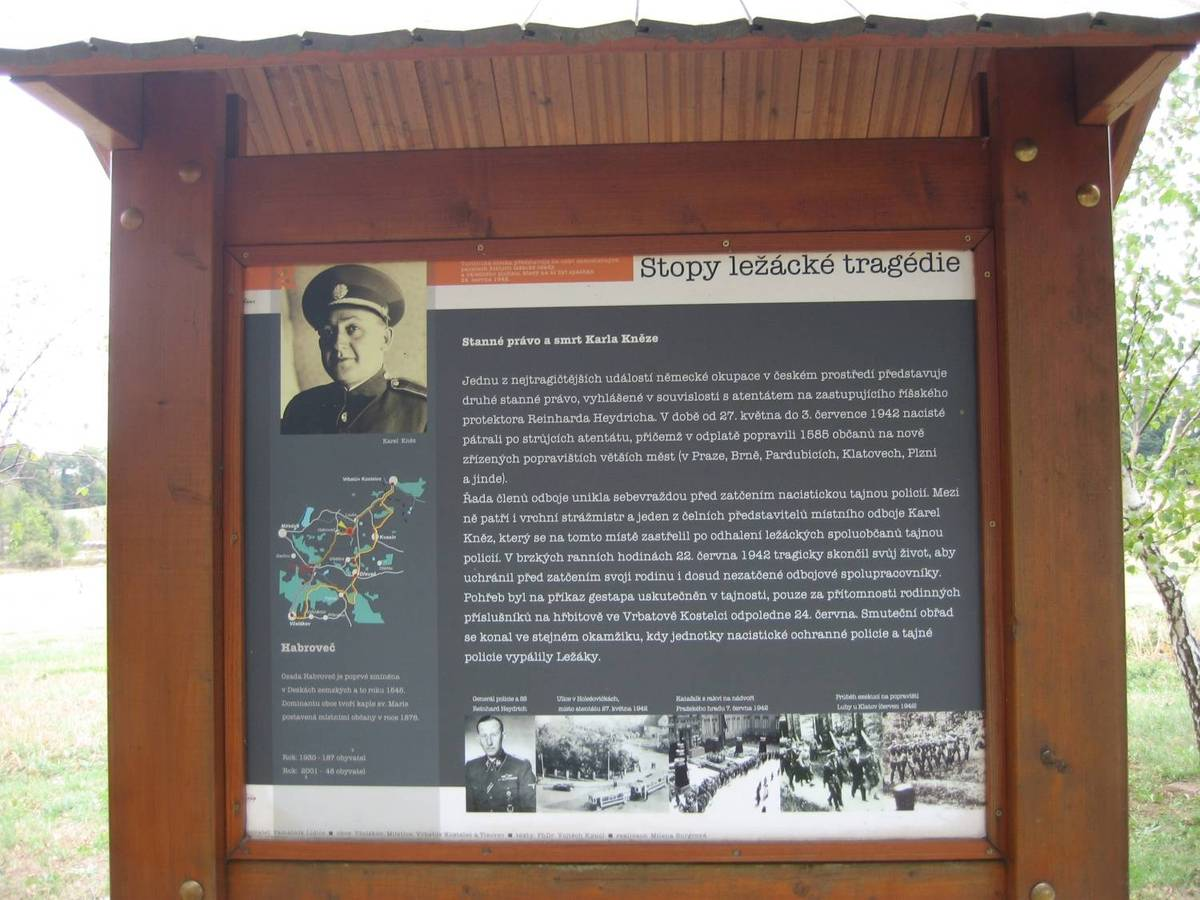
Informační panel u pomníku
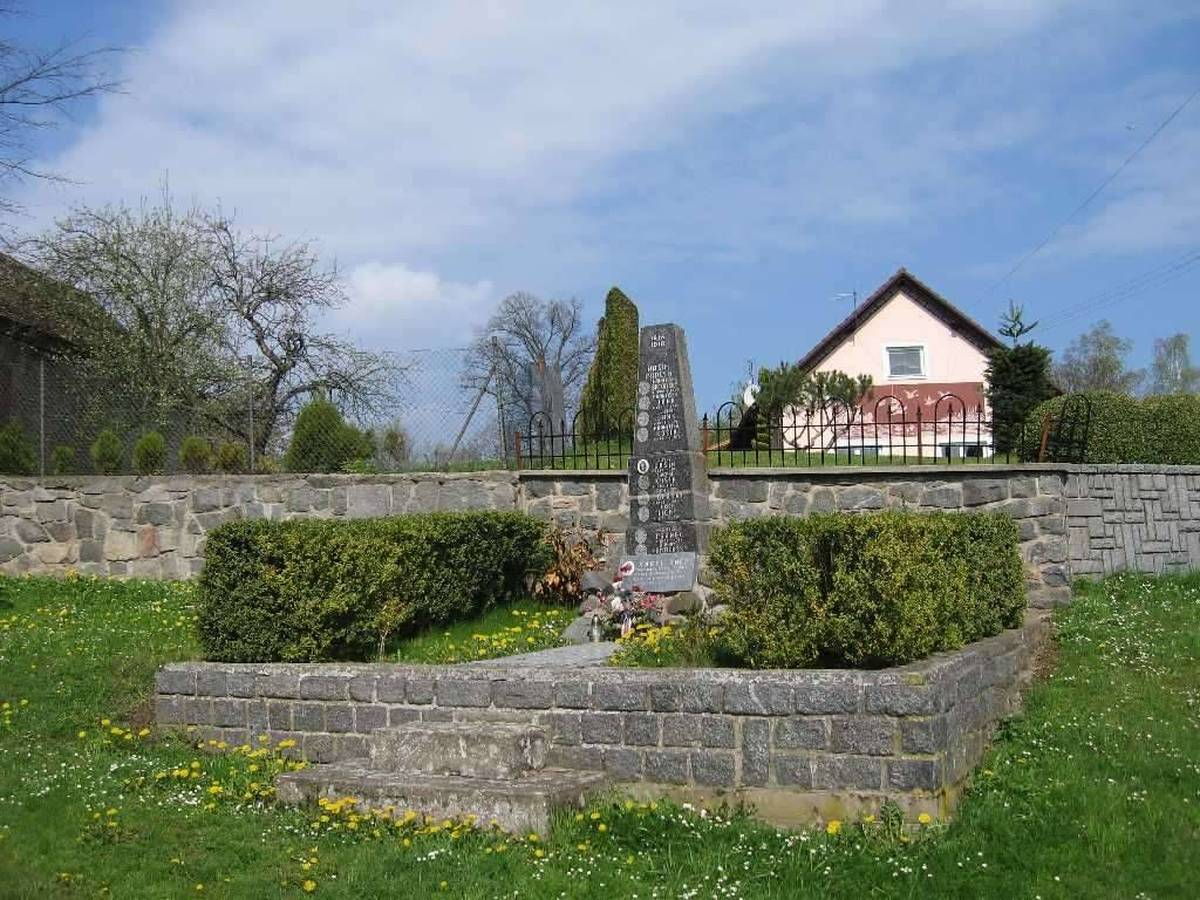
Pomník obětem světových válek ve Vrbatově Kostelci
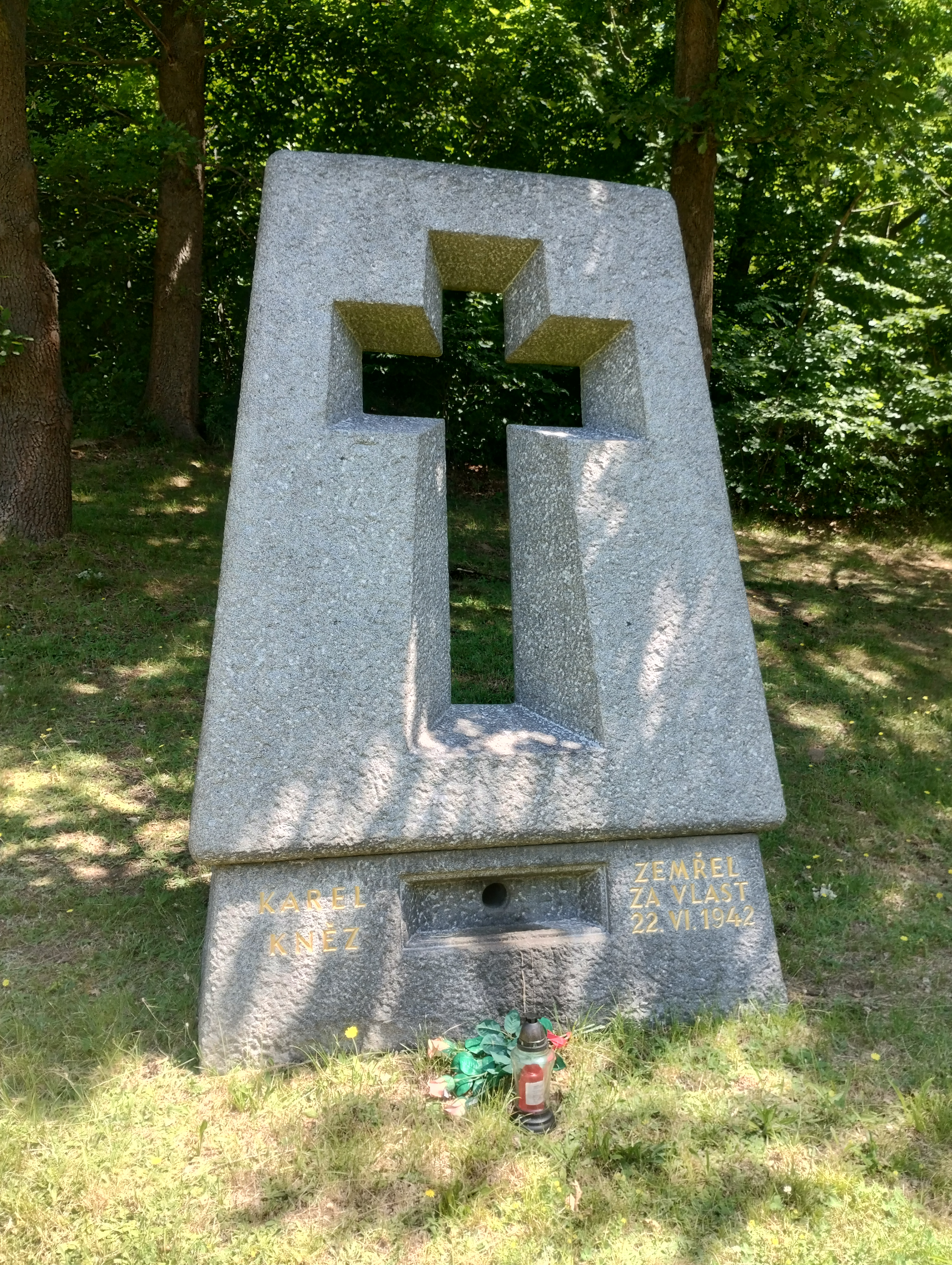
Pomník Karla Kněze v areálu Památníku Ležáky
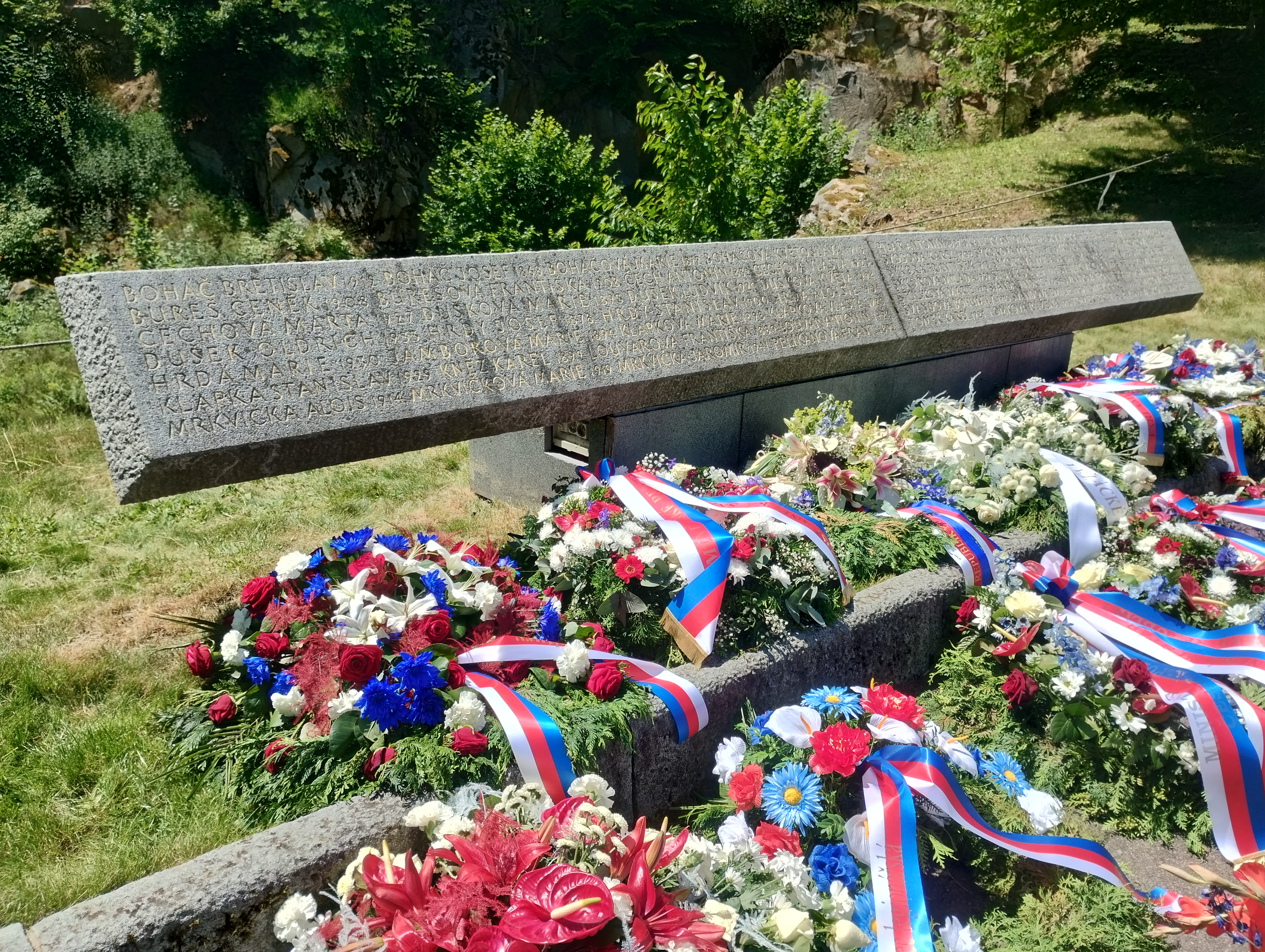
Kniha obětí v areálu Památníku Ležáky
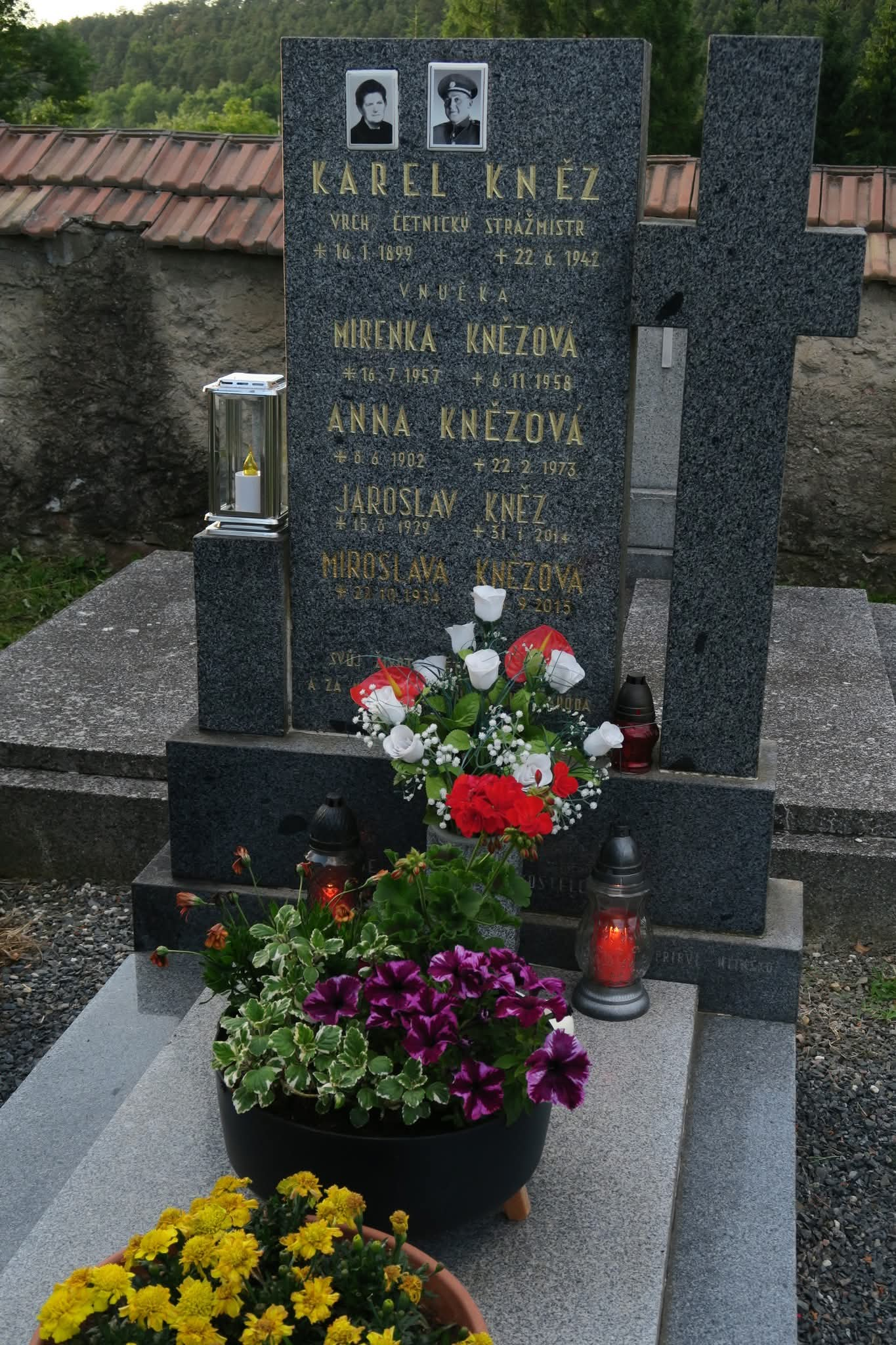
Rodinný hrob Knězových na hřbitově ve Vrbatově Kostelci
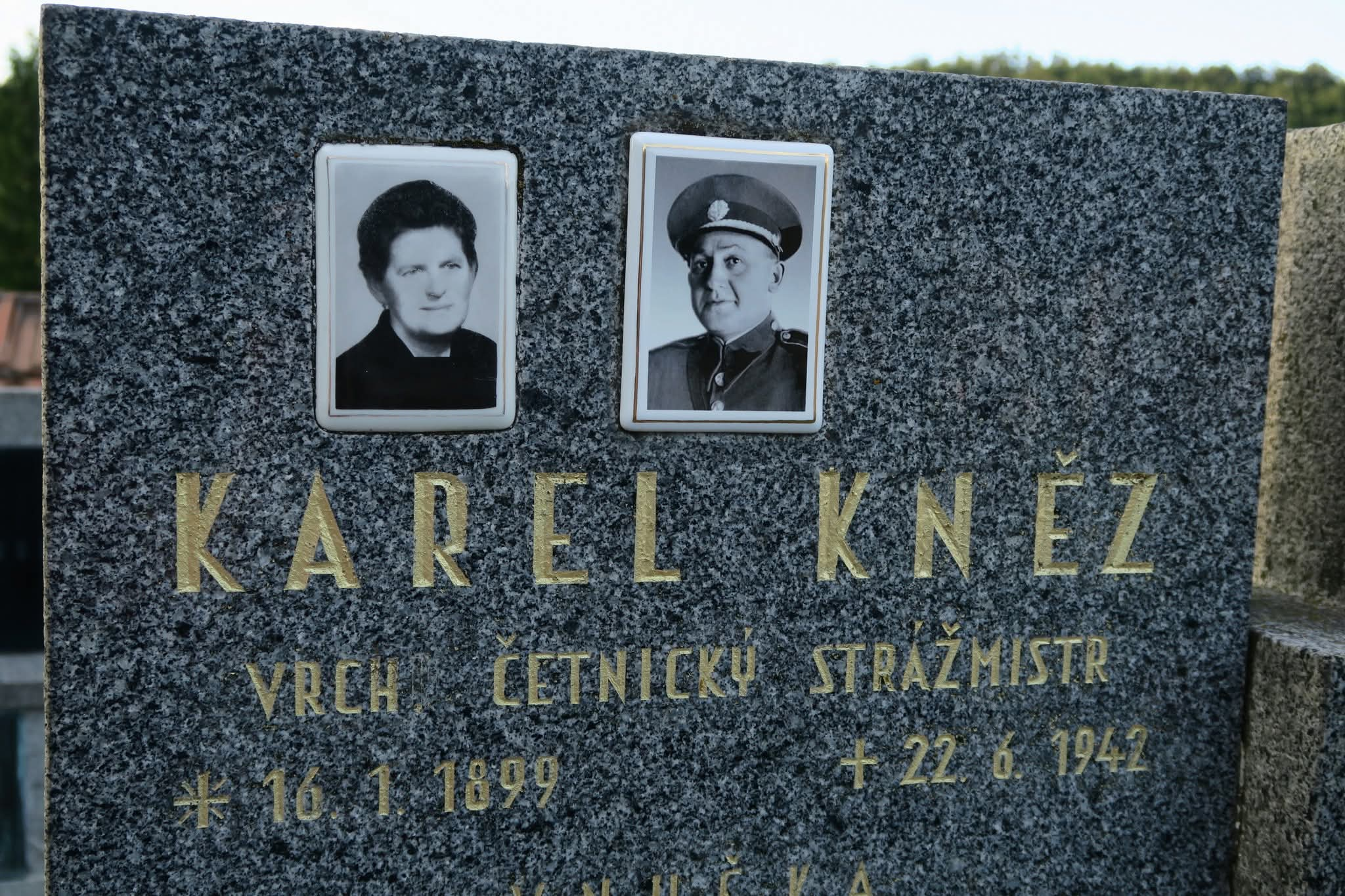
Detail náhrobku, hřbitov Vrbatův Kostelec

## V kultuře
V roce 2023 vydalo nakladatelství Epocha knihu Aleny Mergl Kučerové, vnučky Karla Kněze, o osudech rodiny Knězovy s názvem Anna a Karel Knězovi. Příběh českého četníka a sudetské Němky.